# Ноћ књиге
Ноћ књиге је регионална културна манифестација коју организује издавачка кућа Лагуна два пута годишње – половином јуна, односно половином децембра месеца.

## О манифестацији
Двадесета регионална манифeстација Ноћ књиге одржана је 14. јуна 2019. године. Ноћ књиге је одржана на чак 59 локација у 29 градова у Србији и региону.  
Почиње од 17 часова и траје до поноћи. Тада важе попусти за сва Лагунина издања, али и за издања осталих издавача који се придружују овом догађају.

### Дружење читалаца са ауторима
Ова манифестација је јединствена по томе што се током целе вечери аутори друже са читаоцима: Драган Великић, Душан Ковачевић, Љубивоје Ршумовић, Горан Марковић, Иван Ивањи, Дејан Стојиљковић, Марко Шелић, Горан Гоцић, Урош Петровић, Владимир Кецмановић, Јелена Бачић Алимпић, Мирјана Бобић Мојсиловић итд.
Дружења се организују у књижарама Кнез Михаиловој 40, Делфи (улица у Београду) СКЦ и у многим другим београдским књижарама, као и у књижари (улица у Новом Саду), у Новом Саду.

### Библиотеке уНоћи књиге
Велики број библиотека се придружио овој манифестацији уз могућности попуста на учлањење.

### Организатори
Организатор у 2019. години је издавачка кућа Лагуна и организује се у читалачким клубовима овог издавача, као и у књижарама Делфи.
Поводом овог догађаја објављују се и нова издања или реиздања тражених публикација. 

## Галерија
- Ноћ књиге у Кнез Михаиловој 40, 2019.
- Ноћ књиге у Кнез Михаиловој 40, 2019.
- Ноћ књиге у Књижари Бранислав Нушић Издавачке куће Лагуна
- Ноћ књиге у Књижари Бранислав Нушић Издавачке куће Лагуна